# Peeradon Chamratsamee
Peeradon Chamratsamee (en tailandés: พีรดนย์ ฉ่ำรัศมี, Bangkok, Tailandia; 15 de septiembre de 1992) es un futbolista de Tailandia que juega en la posición de centrocampista con el Port FC de la Liga de Tailandia desde el año 2024.

## Carrera

### Club
| Periodo   | Club                         |
| --------- | ---------------------------- |
| 2012–2015 | Chamchuri United FC          |
| 2015–2017 | Muangthong United FC         |
| 2016–2017 | → Pattaya United FC (cedido) |
| 2017–2018 | Pattaya United FC            |
| 2018–2021 | Samut Prakan City FC         |
| 2021–2024 | Buriram United FC            |
| 2024–     | Port FC                      |

### Selección nacional
Ha estado en el proceso de selecciones nacionales de Tailandia desde la categoría sub-19, donde anotó dos goles en ocho partidos. Peeradol fue convocado por el entrenador Milovan Rajevac para el partido amistoso ante Uzbekistán en 2017, y se mantuvo en la clasificación de AFC para la Copa Mundial de Fútbol de 2018 y en la King's Cup. Fue convocado para jugar en el Campeonato de la AFF en las ediciones de 2022 y 2024, siendo el capitán de la selección en 2024.

## Logros

### Club
- Thai League 1: 2016, 2021–22, 2022–23, 2023–24
- Thai FA Cup: 2021–22, 2022–23
- Thai League Cup: 2016, 2021–22, 2022–23
- Piala Presiden: 2025

### Selección nacional
- AFF Championship: 2022
- King's Cup: 2017

### Individual
- Maybank Challenge Cup: 2025
- ASEAN All-Stars: 2025[9]